# Wilhelm von Gegerfelt

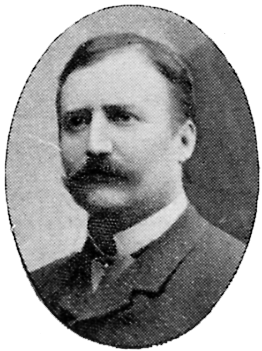
Wilhelm von Gegerfelt, Porträt in einem Lexikon um 1900

Wilhelm von Gegerfelt, auch Vilhelm von Gegerfelt (* 9. November 1844 in Göteborg; † 2. April 1920 in Torekov, Kristianstads län), war ein schwedischer Landschafts- und Marinemaler. Er zählt zu den Skagen-Malern und den Vorreitern der Moderne in Skandinavien.

## Leben
Wilhelm von Gegerfelt, Sohn des Architekten und Schinkelschülers Victor von Gegerfelt (1817–1915), studierte von 1861 bis 1863 an der Kunstakademie Kopenhagen Malerei. Anschließend besuchte er bis 1867 die Kunstakademie Stockholm. Von 1867 bis 1872 lebte er in Düsseldorf, studierte aber nicht an der dortigen Kunstakademie. Er war dort mit Axel Nordgren befreundet. Dann siedelte er nach Paris über. Unter dem Einfluss von Alfred Wahlberg begann er dort, sich die Techniken der französischen Stimmungsmalerei anzueignen. In dieser Zeit war die finnische Landschaftsmalerin Fanny Churberg seine Schülerin. Studienreisen führten ihn an die Küsten Frankreichs, Englands und der Niederlande sowie nach Italien, Finnland und Dänemark. In den 1870er Jahren gehörte er zu den Malern, die im dänischen Skagen eine Künstlerkolonie bildeten. Dort war der deutsche Landschaftsmaler Julius Runge (1843–1922) sein Schüler. In den frühen 1880er Jahren hielt er sich mit Georg Pauli und Carl Skånberg (1850–1883) in Venedig auf. Mehrmals reiste er in folgenden Jahren dorthin. 1885 bis 1886 unterrichtete er Eugen von Schweden in der Landschaftsmalerei, den jüngsten Sohn des schwedischen Königs Oskar II. 1871 heiratete er Wilhelmina Carolina Fogelberg (1837–1882), 1883 die Malerin Amanda Gunilda (Gunhild) Baalack (1853–1896) und 1915 Maria Helena Fex (1860–1936). Befreundet war von Gegerfelt mit Carl Fredrik Hill, eine Freundschaft verband ihn auch mit Ernst Josephson.

## Werke (Auswahl)
Geprägt von Techniken der Düsseldorfer Schule begann von Gegerfelt im Frankreich der 1870er Jahre sich den naturalistischen und impressionistischen Malweisen zuzuwenden.

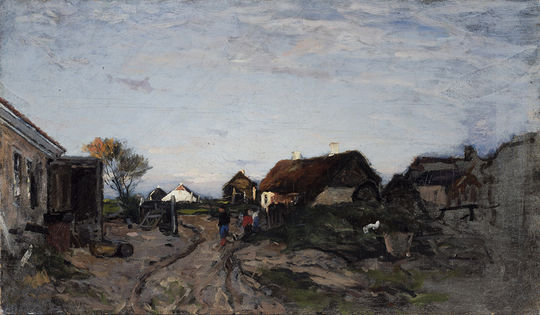
Fra Skagen Østerby, 1874
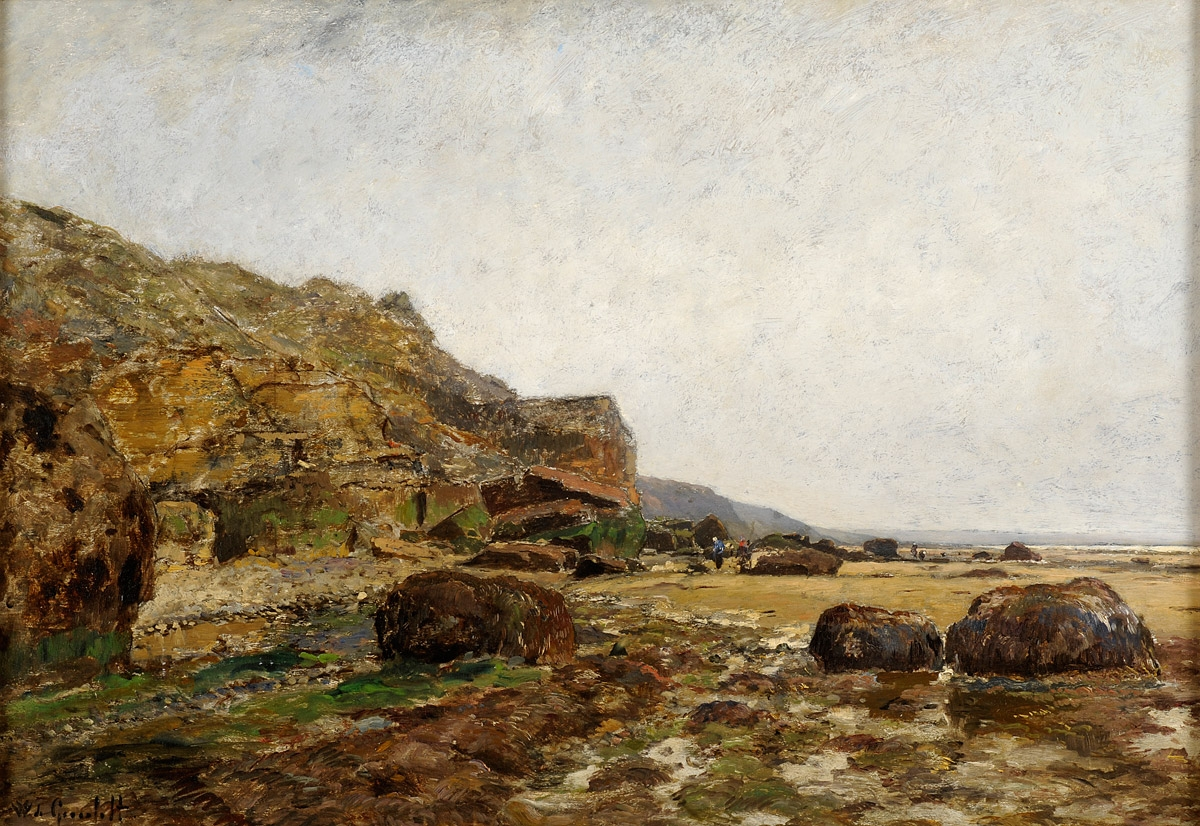
Muschelsammler in Villerville
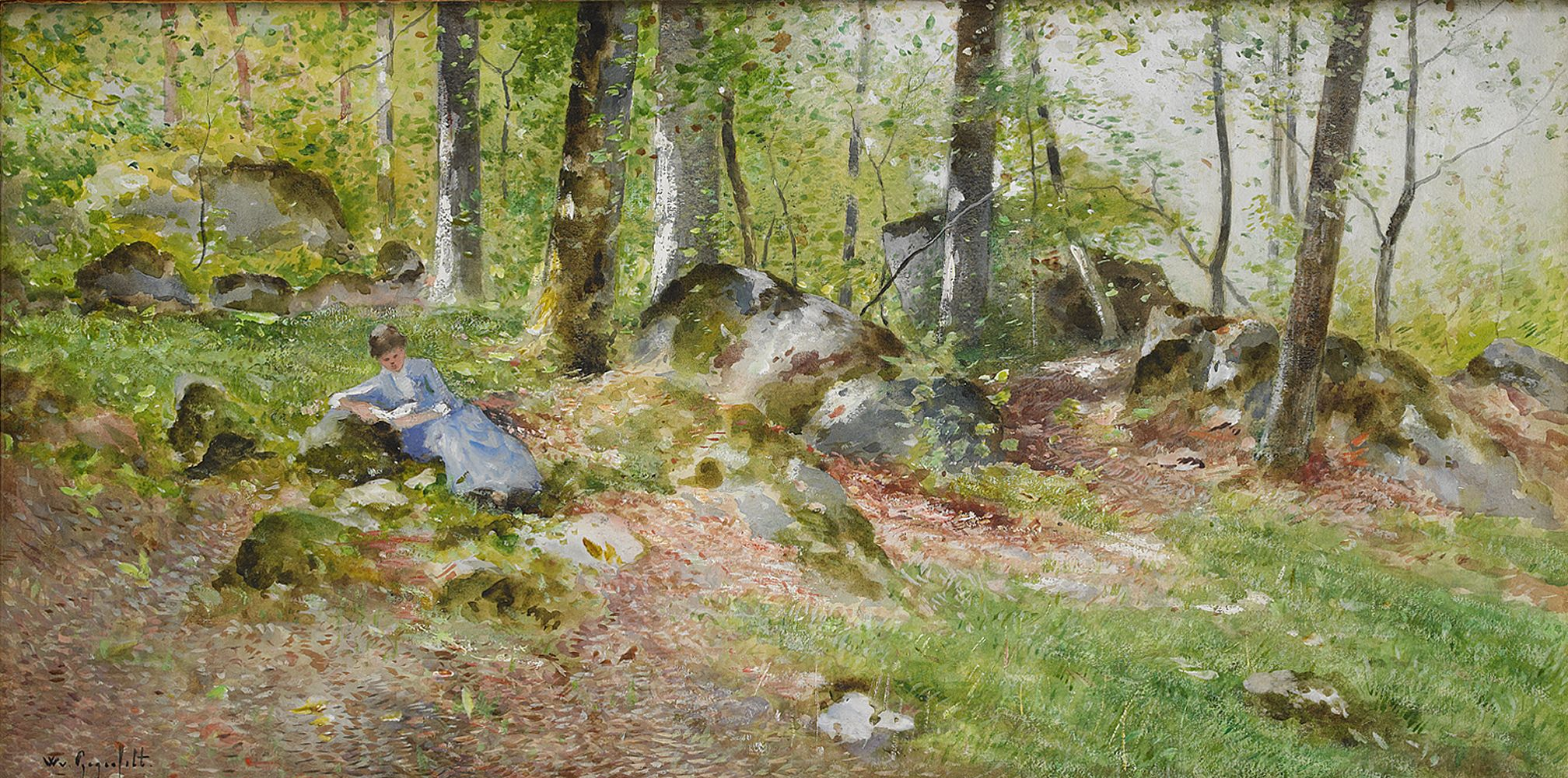
Lesende im Wald
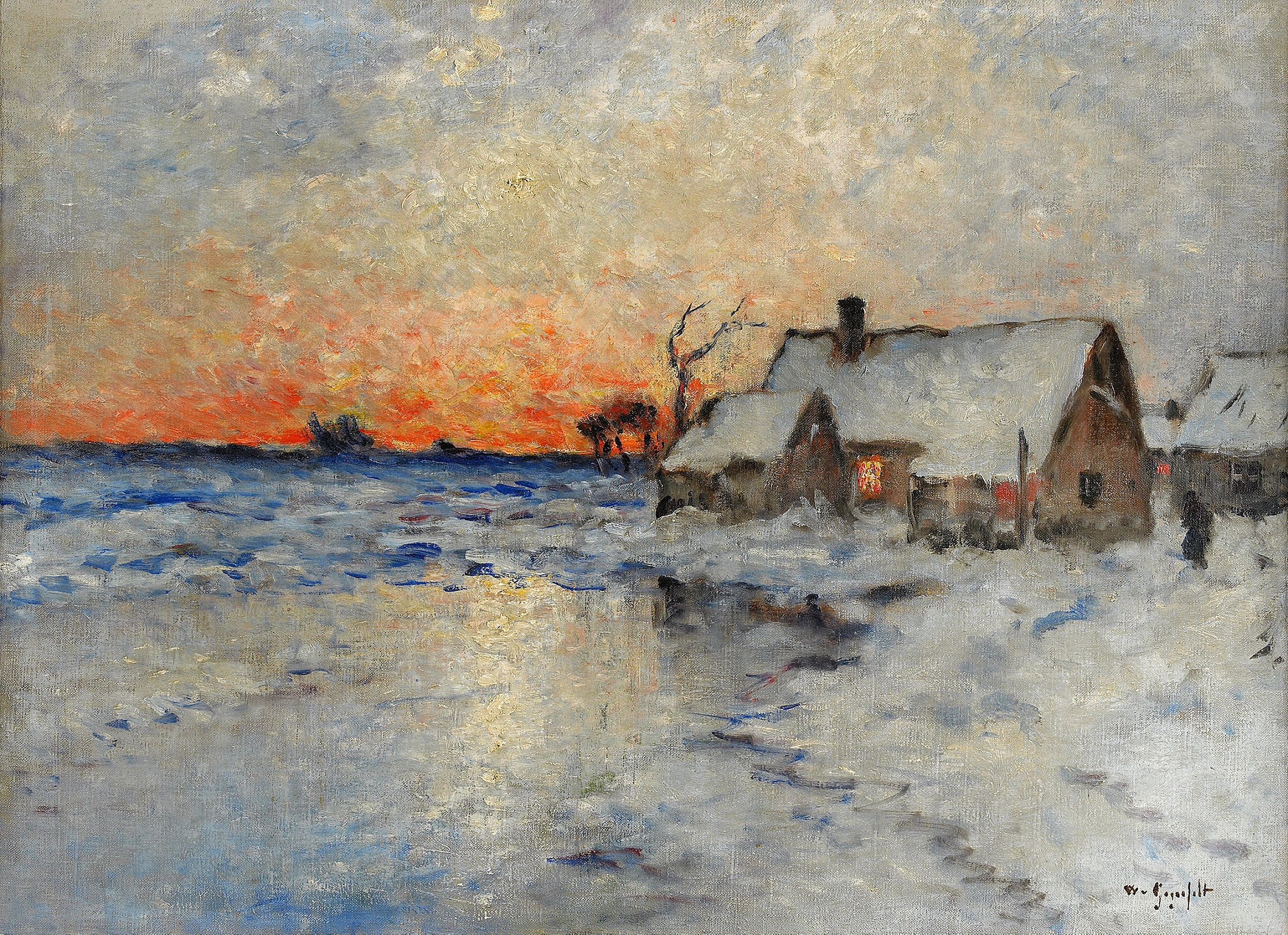
Winterlandschaft in Abendstimmung
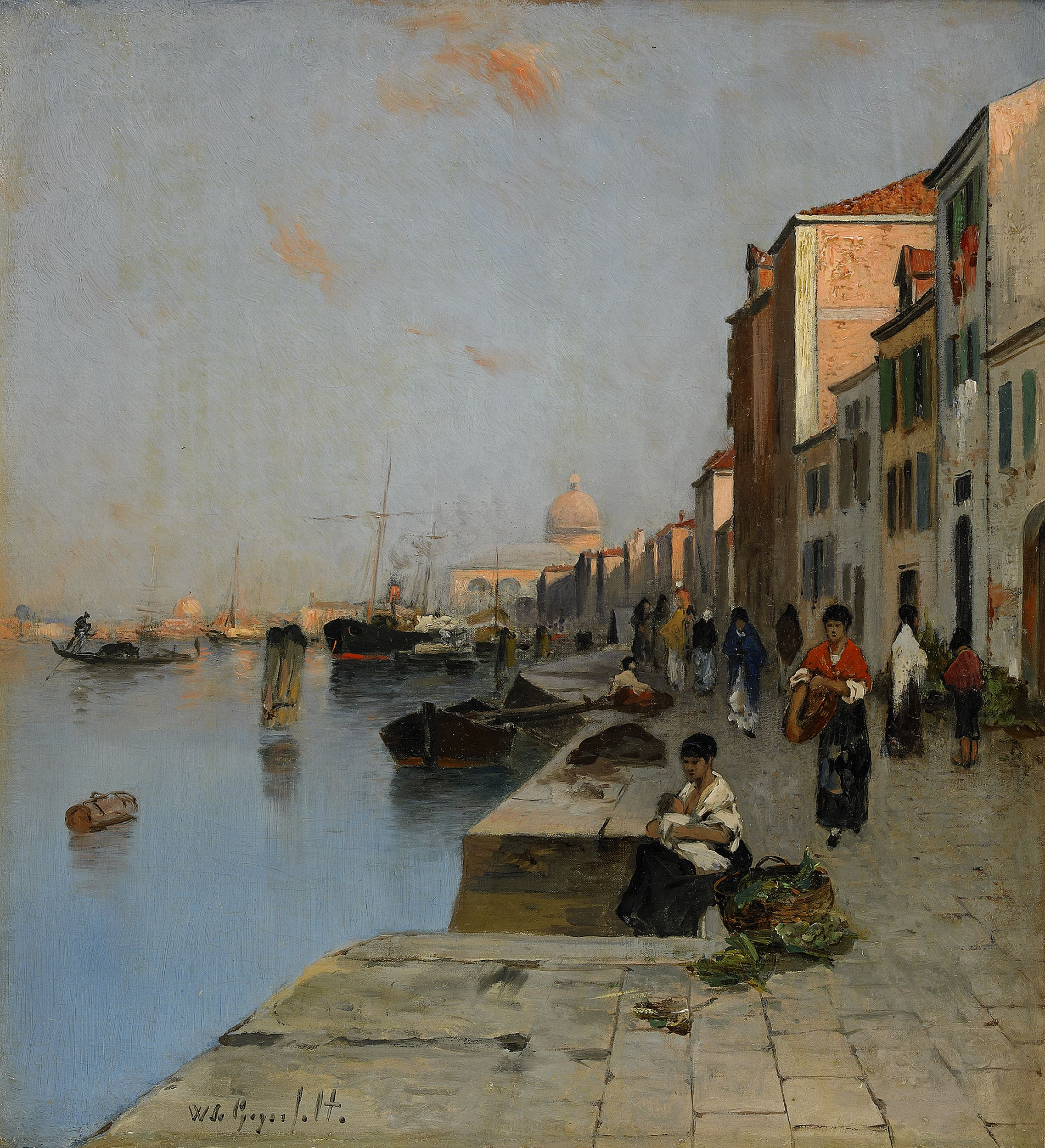
Abend in Venedig
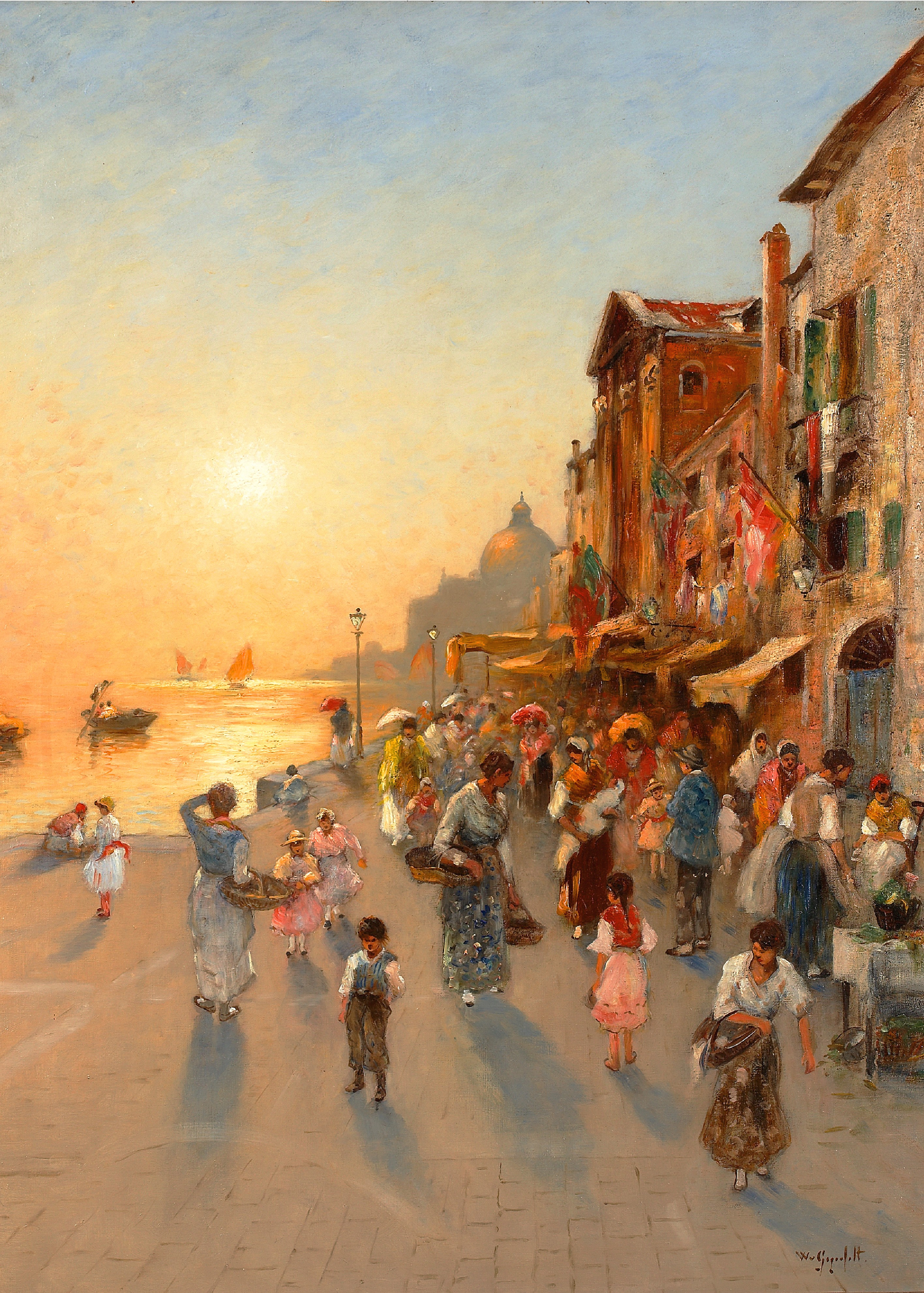
Abendlicht in Venedig
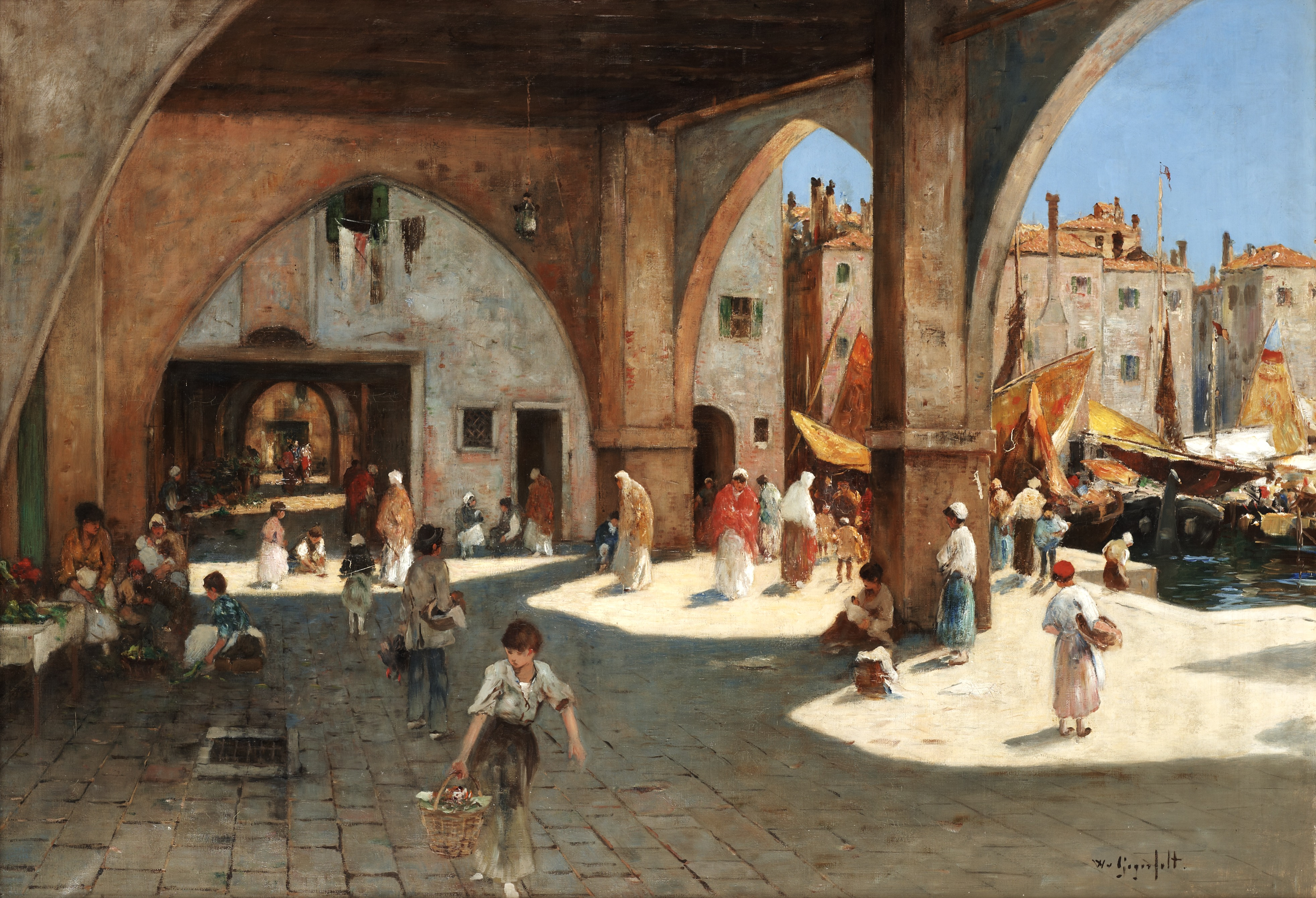
Szene an einer Mole in Venedig
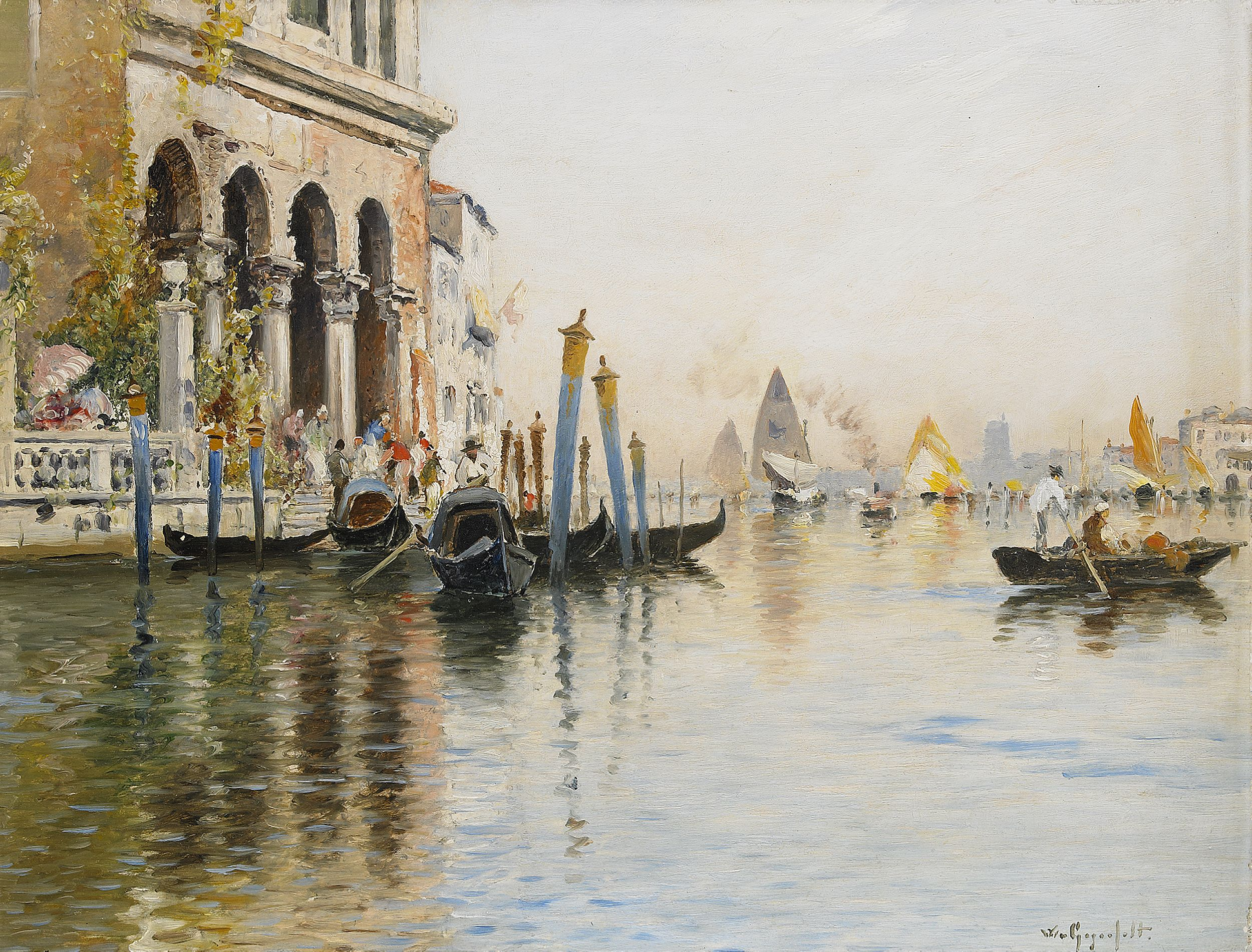
Gondeln in Venedig